# Johan Adolf Berg
Johan Adolf Berg, född 1827 i Linköping, död 16 april 1884 på Heleneborg i Stockholm, var en svensk kapten, ingenjör och konstsamlare.

## Biografi
Berg utbildade sig till ingenjör vid Teknologiska institutet i Stockholm varefter han sökte sig till Flottans mekaniska kår där han befordrades till kapten 1861. Han arbetade under översten och järnvägsbyggaren Nils Ericson och var med i konstruktionen av automatiserade dammluckor vid Nils Ericsons sluss i Stockholm.
Berg ansvarade även för uppförandet av en del kajer i Stockholm, bland andra kajen vid Nationalmuseum på Blasieholmen som stod klar samtidigt som museet öppnades 1866.
Han startade även en framgångsrik byggnadsingenjörsfirma som startade Huvudsta stenbrott för att producera gatsten. Som politiskt intresserad blev Berg invald i stadsfullmäktige. Han tillhörde även styrelsen i Aftonbladet där han också ägde en betydande aktiepost.
Efter att ha blivit änkling 1866 gifte Berg om sig 1882 med den engelska lärarinnan Helen Elisabeth Pardoe Bligh. Hennes vän och tidigare elev Susen Emilia, dotter till grosshandlaren Fritz V Hasselblad, hade 1879 gift sig med Viktor Rydberg.
Johan Adolf Berg köpte malmgården Heleneborg på Södermalm i Stockholm 1874 och lät renovera den. Han donerade sin konstsamling till Stockholms högskola. Den finns i paradvåningen i Schefflerska palatset i Stockholm. Han instiftade också 1883 den första professuren i Sverige i kultur- och konsthistoria, vid Stockholms högskola, för sin vän Viktor Rydberg.
Som vän till familjen stod Rydberg fadder åt makarna Bergs andra barn 1884. Strax därefter, i april, avled Johan Adolf Berg efter ett slaganfall. Makarna Berg är begravda på Norra begravningsplatsen utanför Stockholm.